# 于凌辰
于凌辰（1812年—？（1882年以后）），字启运，号莲舫、彦叔，清朝政治人物，吉林直隶厅人，祖籍山东省潍县小东庄。
道光甲午举人，甲辰进士。历任工部都水司主事、虞衡司主事、营缮司員外郎、制造库郎中、大理寺少卿、通政使司通政使，授资政大夫、光禄大夫。